# Земля Санникова
Земля Са́нникова — фантомний острів в Північному Льодовитому океані, який начебто бачили деякі дослідники на північ від Новосибірських островів.

## Історія
Перше повідомлення про нього надійшло в 1811 році від мисливця Якова Санникова, який полював песців на північних берегах Новосибірських островів. Санников, досвідчений полярний мандрівник, який раніше відкрив острови Столбовий і Фадєєвський, висловився на користь існування на півночі від острова Котельного «великої землі», тому що, за його словами, над морем здіймалися «високі кам'яні гори». Іншим свідоцтвом на користь існування острова були спостереження за поведінкою перелітних птахів, зокрема полярними гусями, які навесні летять через береги Якутії далі на північ, а восени повертаються назад з потомством. Оскільки птахи не можуть виводити пташенят у відкритому морі чи у крижаній пустелі, висловлювалась думка, що на півночі є багата і родюча земля, і гуси летять саме туди. Проте залишалося загадкою, як так далеко на півночі можуть існувати родючі землі.
Розшукам Землі Саннікова були присвячені полярні експедиції барона Едуарда Васильовича Толля, впевненого прихильника існування Арктиди — північного навколополюсного континенту, береги якого, на думку барона, і спостерігав Яків Санников. 13 серпня 1886 року Толль записує у щоденнику: «Горизонт абсолютно чистий. У північно-східному напрямку чітко побачили обриси чотирьох столових гір, що на сході з'єднуються з низовинною землею. Таким чином, повідомлення Саннікова підтвердилися повністю. Отже, ми маємо повне право нанести на карту пунктирну лінію й написати на неї: „Земля Санникова“». 1893 року Толль знову бачив на горизонті смугу гір, яку ототожнив з Землею Санникова.
В 1937 році радянський криголам «Садко» під час свого дрейфу пройшов мимо гаданого місця розташування острова з півдня, сходу і півночі, проте не зустрів нічого, окрім океанських криг. Пізніше за проханням академіка Володимира Обручева цей район вивчався полярною авіацією. Однак, незважаючи на всі зусилля, острова не було знайдено. Нині вважається доведеним, що «Землі Санникова» не існує.
Деякі спеціалісти, зважаючи на репутацію Санникова і його попередні відкриття висловлюють думку, що острів існував колись, однак був розмитий морем, як це сталося з островами Меркурія, Діомеда, Василівським і Семеновським, що складалися переважно з викопної криги. Процес руйнування арктичних островів добре відомий і й зараз спостерігається на островах Новосибірського архіпелагу; проте порівняно недавнє існування Землі Санникова і її швидке знищення вважається сьогодні неймовірним.
Загадка поведінки полярних птахів була розв'язана орнітологами вже за наших часів. Шляхом прикріплення до гусей мініатюрних радіопередавачів і слідкування за переміщеннями птахів було з'ясовано, що вони летять навпростець через навколополюсні області Льодовитого океану до Аляски й Канади, де й гніздуються.

## Згадки в художній літературі
Російський геолог і письменник Володимир Обручев написав у 1926 році науково-фантастичний роман «Земля Санникова», події якого відбуваються на цьому острові. Згідно з сюжетом, на острові знайшло останній притулок плем'я онкілонів (одна з колишніх назв сибірських ескімосів), яких витиснули з материка войовничі чукчі. Це вигадане плем'я начебто вважалося вимерлим, однак було знайдено на острові невеликою експедицією. Придатності острова до життя було надано наукового обґрунтовання: він виявився кратером величезного вулкана і зігрівався геотермальною активністю. Мабуть під впливом «Загубленого світу» Артура Конана Дойля Обручев населив цей теплий оазис серед арктичних криг вимерлими тваринами, такими як мамонти, і навіть племенем неандертальців.
В 1973 році за книгою в Радянському Союзі був знятий однойменний художній фільм.